# آراکاتاکا
آراکاتاکا (به اسپانیایی: Aracataca) یک سکونتگاه مسکونی در کلمبیا است که در بخش ماگدالنا واقع شده‌است.

## خصوصیات
آراکاتاکا ۱٬۷۵۵ کیلومترمربع مساحت و ۵۱٬۹۷۵ نفر جمعیت دارد.